# Up Against It
Up Against It er en amerikansk stumfilm fra 1912 af Otis Turner.

## Medvirkende
- King Baggot som Amos Bentley
- Vivian Prescott som Louise Crampton
- William Robert Daly som Crampton
- William E. Shay som Frank Crampton